# Jean-Jacques Simard
Pour les articles homonymes, voir Simard.
Jean-Jacques Simard est un professeur et sociologue québécois né en 1945.
Il est professeur de sociologie à l'Université Laval depuis 1976. 
Il a piloté le premier projet moderne d'autonomie gouvernementale autochtone au Canada. Critique du développement hydroélectrique de la Baie-James, il quitte ensuite la fonction publique et sert de conseiller auprès des Inuits dissidents à la fameuse Convention de la Baie-James. 
La Commission Bélanger-Campeau fait appel à lui pour traiter de la question autochtone. 
En 1988-1989, il a assuré la rédaction de Recherches sociographiques, revue éditée par le Département de sociologie, Faculté des sciences sociales de l'Université Laval, Canada.

## Œuvres
- La Longue Marche des technocrates, 1979.
- Tendances nordiques - Les changements sociaux, 1970-1990, chez les Cris et Inuits du Québec, 1995
- La Réduction: l’Autochtone inventé et les Amérindiens d’aujourd’hui, Septentrion, 2003
- L'Éclosion, Septentrion, 2005

## Honneurs
- 2004 - Prix du Gouverneur général, La Réduction: l’Autochtone inventé et les Amérindiens d’aujourd’hui